# IEEE 1901
IEEE 1901 ist ein Standard für die Datenkommunikation über Stromleitungen, sogenanntes Breitband Powerline (BPL).
Der vollständige Name lautet „1901-2010 – IEEE Standard for Broadband over Power Line Networks: Medium Access Control and Physical Layer Specifications“. IEEE 1901 wurde im Dezember 2010 von der IEEE-Arbeitsgruppe „BPLPHMAC – Broadband Over Power Lines PHY/MAC Working Group“, an der über 90 Unternehmen mitgewirkt haben verabschiedet.
IEEE 1901-2010 definiert, mit welcher maximalen Geschwindigkeit (500 MBit/s brutto, also auf dem Medium), in welchem Frequenzbereich (bis maximal 100 MHz) und mit welchen Übertragungsverfahren Daten über die Stromleitung fließen sollen, sowohl innerhalb (Indoor) als auch außerhalb von Gebäuden (Outdoor). Innerhalb von Gebäuden sollen bis zu 100 Meter per Stromleitung möglich sein, im Outdoor-Bereich Strecken bis zu 1500 Meter überbrückt werden können.